# 白石稔
白石 稔（しらいし みのる、1978年10月18日 - ）は、日本の声優、ラジオパーソナリティ、俳優、司会者、シンガーソングライター。愛媛県四国中央市（旧・川之江市）出身。アクセント所属。
代表作は、『蒼穹のファフナー』（近藤剣司）、『涼宮ハルヒの憂鬱』（谷口）、『らき☆すた』（白石みのる）、『日常』（阪本さん）など。

## 経歴

### 生い立ち
子供の頃からテレビっ子であり、「アニメに関わる仕事につきたい」と思っていた。『魔神英雄伝ワタル』に感銘を受け、アニメの世界に興味を持った。
当初は作る側、絵を描くほうをしようと勉強していたが、うまくならず、「このままやってもダメだろうな」と思っていた。そんな中で、雑誌で職業としての声優があることを知った。
中学卒業後は上京しようと考えていたたが、親に「役者をなめてるのか」と止められ、「高校卒業するくらいの社会経験は積んでおけ」と言われ、愛媛県立川之江高等学校に進学。高校時代は演劇部に所属し、表現の勉強をする。高校卒業後、 代々木アニメーション学院大阪校声優科に入学し、その後、上京して事務所に所属。

### キャリア
初めてのアフレコは、教育ビデオの宅配員役だった。初レギュラーは『D・N・ANGEL』。
2006年のテレビアニメ『涼宮ハルヒの憂鬱』の谷口役で知名度を上げ、注目を集める。同作品中で発した白石のアドリブである「WAWAWA忘れ物〜」という台詞が話題を集め、2007年3月に開催された同作品のライブイベント『涼宮ハルヒの激奏』においても度々口ずさんでいた。この「WAWAWA」は、その後もアニメ版『らっきー☆ちゃんねる』や『涼宮ハルヒの約束』発売イベントなどで使われており、『らき☆すた』では白石の作曲で第13話のエンディングテーマにもなった。
2007年、『涼宮ハルヒの憂鬱』と同じ京都アニメーション制作であるテレビアニメ『らき☆すた』では、声優本人をモチーフにしたオリジナルキャラクター「白石みのる」役で出演。同番組の1コーナーで、番組関連のラジオ番組でもある『らっきー☆ちゃんねる』にてナビゲーター「小神あきら」役の今野宏美のアシスタントを務める。
東京芸能芸術研究所、ヴォアレーヴ出身。当初はアイムエンタープライズに所属し、その後にプロ・フィットへ移籍、2009年4月1日からはフリーになる。同年12月10日からガジェットリンクと業務提携し、2012年1月1日から正式に所属 している。

### 現在まで
2011年8月9日に結婚したことをブログで発表した。2012年9月16日に長男が誕生。
2015年12月29日のブログで、顔面神経麻痺で顔の右半分が全く動かず、治療しながら仕事していることを告白した。
2016年10月31日、第2子女児が誕生。
2021年1月17日より、YouTubeにて自身のチャンネル「白石稔ちゃんねる」でゲーム実況等を主に行なっている。
2024年12月31日に13年所属したガジェットリンクを退所し、2025年1月1日からアクセントに移籍した。

## 人物
趣味は特撮作品鑑賞。特技はアニソンDJ。資格は普通自動車免許。好きな言葉は、「継続は力なり」。
2009年4月、自身のブログにてパソコンを購入したことを明かした。
2009年10月18日に、神戸国際会議場メインホールで行われた「第14回アニメーション神戸」で作品賞ネットワーク部門を受賞した『涼宮ハルヒちゃんの憂鬱』で代表して赤鬼の格好で授賞式に出た。同年末の舞台初日のカーテンコールにて、サプライズで自身の誕生日を祝われた。誕生日当日に誕生会を企画したが、本人が東京におらず断念。翌月にも企画をするが、同じ理由で断念、計画が頓挫する。「白石はいつ東京にいるんだ?」→「舞台本番の日だ」→「じゃぁその日に祝おう」と計画される。当日は会場にいた400人以上の客から一斉に「みのるくん!お誕生日おめでとう!」と声をかけられた。
実家は玩具店。
兄はバーをしている。弟がいる。

### 音楽活動
ラジオなどでは作詞・作曲も行うことがあり、『らき☆すた』では第13話以降のエンディングテーマのほとんどを白石自身が作詞・作曲している。
『ザ☆ネットスター!』6月号で、番組の新エンディングテーマ「夢の続き」をネット上で人気のプロデューサー「シンP」と共に制作した（作詞作曲・白石稔 編曲・シンP）ところ、この曲を聴いた水木一郎がこの曲を気に入り、水木がサプライズゲストとして出演した同7月号では、この曲を水木が白石の目の前で歌った。番組収録後に行われた反省会では、「夢の続き」の楽譜を水木が直筆で書き下ろし（白石は楽譜が書けないため）、白石に渡した。その際、水木は白石に対し「（「夢の続き」の）2番を書いて欲しい」「どんどん（曲を）作ろう。才能あるよ。」と応援した。同番組の翌7月号の反省会において、自らの曲作りに関して語った。それによると、詩はパソコンか携帯電話で書き、曲は楽譜が書けないため、携帯電話のボイスメモを利用して、ひらめいた曲の一部を残しておくという。また、サビは早く作れるが、Aメロ、Bメロはいつまでもできずに、ふと思いつくことが多い。
小尾元政と音楽ユニット「YouM-ix」（ユーミックス）を結成している。白石がボーカル、小尾がギターを担当。2012年12月にはワンマンライブを行っている。

## 出演
太字はメインキャラクター。

### テレビアニメ
2003年
- D・N・ANGEL（冴原剛）

2004年
- エリア88（オペレーター）
- ケロロ軍曹（2004年 - 2007年、演出家、紅生姜レッド）
- 蒼穹のファフナー（近藤剣司）

2005年
- GIRLSブラボー second season（たこ焼き屋の生徒）
- SHUFFLE!（中林末）
- ブラック・ジャック（男子生徒）
- 冒険王ビィト（兵士、副官）
- ボボボーボ・ボーボボ（スーパーラビット、ゴルゴン、チクワン）
- 魔法先生ネギま!（瀬流彦先生）

2006年
- 地獄少女 シリーズ（2006年 - 2017年、武者、カズキ、警官、鷲津貴輝、武者）- 3シリーズ
- 涼宮ハルヒの憂鬱（2006年 - 2009年、谷口）- 2シリーズ
- 出ましたっ!パワパフガールズZ（雑草モンスター）
- 祝!(ハピ☆ラキ)ビックリマン（甲伊賀流助、しのび魔）
- 名探偵コナン（2006年 - 2023年、良太、矢部慶、右田利彦、染谷竜太、西山大樹、白石和也、角田康夫）

2007年
- がくえんゆーとぴあ まなびストレート!（若者）
- CLANNAD-クラナド-（2006年 - 2007年、男子生徒、親衛隊、TVの声、楽器屋店長A、バスケ部員 他）
- スカルマン THE SKULL MAN（警官）
- ぽてまよ（関とまりの父）
- らき☆すた（白石みのる、ナレーション、カップル〈男〉、店員B、生徒 他）

2008年
- 喰霊-零-（桜庭一騎、弐村剣輔）
- CLANNAD 〜AFTER STORY〜（2008年 - 2009年、主審、サッカー部部員、不良、社員、生徒）
- スレイヤーズ シリーズ（2008年 - 2009年、客B、タフォーラシア国民D）- 2シリーズ
- ドルアーガの塔 シリーズ（2008年 - 2009年、魔法使い、メガネC）- 2シリーズ
- のらみみ（半田トシオ）- 2シリーズ
- 夜桜四重奏 〜ヨザクラカルテット〜（店員）

2009年
- キディ・ガーランド（2009年 - 2010年、ミ・ヌゥルーズ、トライアンフ、ティフォン、ミストラル）
- 咲-Saki-（2009年 - 2014年、実況アナウンサー、副会長、内木一太）- 2シリーズ
- 空を見上げる少女の瞳に映る世界（グリドリ）
- プリンセスラバー!（根津晴彦、警備員A、武装A）
- WHITE ALBUM（はっちゃん〈はっぴーず〉）

2010年
- おおかみかくし（小笠原宗義）
- けいおん!!（レポーター）
- 生徒会役員共（2010年 - 2014年、柳本ケンジ、ナレーション、サンタクロース、ファージ、ボア）- 2シリーズ

2011年
- 境界線上のホライゾン（2011年 - 2012年、御広敷・銀二、警備隊副隊長）- 2シリーズ
- STEINS;GATE（4℃）
- SKET DANCE（2011年 - 2012年、山本アキラ、ヘタP君、ヘタこい太君、サトシ、しゃかりきカスタードBOY、キヨシ・マイケルバーガー 他）
- 日常（阪本さん、オグリキャップ）
- フラクタル（ゴーワン）
- 変ゼミ（田口イエスタディ）
- マケン姫っ!（2011年 - 2014年、田中美斐男）- 2シリーズ
- 未来日記（高坂王子）
- 森田さんは無口。2（ケーキ屋店主）

2012年
- エリアの騎士（中塚公太）
- クレヨンしんちゃん（2012年 - 2013年、男性C、参加者C、平均一、お兄さん）

2013年
- フォトカノ（中川行太）
- やはり俺の青春ラブコメはまちがっている。（2013年 - 2015年、大岡）- 2シリーズ

2014年
- そにアニ -SUPER SONICO THE ANIMATION-（部下）
- デュエル・マスターズ VS（ハットリ）
- 東京ESP（米良山）
- となりの関くん（宇沢明康）　
- バディ・コンプレックス（荻坂三郎太）- 1シリーズ + 特別編1作品
- ブレイクブレイド（ナイル・ストライズ）
- 名探偵コナン 江戸川コナン失踪事件 〜史上最悪の2日間〜（運び屋のジョー）

2015年
- ドラえもん（テレビ朝日版第2期）（2015年 - 2018年、青年A、宇宙探検すごろくの声、キット）
- 長門有希ちゃんの消失（谷口）
- 干物妹!うまるちゃん（大佐、ナレーション）
- 蒼穹のファフナーEXODUS（近藤剣司）

2016年
- ルパン三世 PART IV（ルッピーニ兄）

2017年
- デュエル・マスターズ（2017年 - 2022年、ボルツ、パンプパンプ・パンツァー、気高き魂 不動、堕魔 ドゥボイズ）- 6シリーズ
- GRANBLUE FANTASY The Animation（ローアイン）
- はじめてのギャル（小早川稔、善ジュンイチ）
- ドリフェス!R（白石稔）
- 6HP/シックスハートプリンセス（やくざ）

2018年
- 怪獣娘 〜ウルトラ怪獣擬人化計画〜（ナレーション、館内放送）
- Cutie Honey Universe（アルフォンヌ、パペットパンサー、バイヤーX）

2019年
- エガオノダイカ（ブレイク・ボイヤー）
- ありふれた職業で世界最強（2019年 - 2024年、檜山大介、バイアス・D・ヘルシャー） - 3シリーズ
- BORUTO-ボルト- NARUTO NEXT GENERATIONS（カラスキ）
- アフリカのサラリーマン（モケーレ・ムベンベ、シロクマ職員、サメ）

2020年
- A3!（通行人）
- エッグカー（チャーリー）
- ＜Infinite Dendrogram＞-インフィニット・デンドログラム-（テオドール・リンドス）
- のりものまん モービルランドのカークン（2020年 - 2022年、デリッパー、泥棒、バスA、ボンさん、アレックス、どろぼうバイク）
- 100万の命の上に俺は立っている（ヘム）
- 禍つヴァールハイト -ZUERST-（ジェイド）

2021年
- キングダム（シュンメン）
- 月とライカと吸血姫（ユスティン）
- かなしきデブ猫ちゃん（パパ、坊っちゃん、ヘミングウェイ）

2022年
- 骸骨騎士様、只今異世界へお出掛け中（セトリオン）
- 黒の召喚士（タブラ）
- ブッチギレ!（古高俊太郎）

2023年
- 真・進化の実〜知らないうちに勝ち組人生〜（アグノス・パシオン）
- 全力ウサギ（ソウチョウ）

2024年
- スナックバス江（あのお方、警察官、DV男）
- チ。-地球の運動について-（グラス）

2025年
- Summer Pockets（鳴瀬小鳩）
- 地獄先生ぬ〜べ〜 (2025)（ホラ男）

### 劇場アニメ
2009年
- 宇宙戦艦ヤマト 復活篇（航海士）
- 天上人とアクト人最後の戦い（グリドリ）

2010年
- 涼宮ハルヒの消失（谷口）
- 蒼穹のファフナー HEAVEN AND EARTH（近藤剣司）
- ブレイク ブレイド（ナイル・ストライズ）

2014年
- 新劇場版 頭文字D Legend1 -覚醒-（武内樹）

2015年
- 新劇場版 頭文字D Legend2 -闘走-（武内樹）

2016年
- 新劇場版 頭文字D Legend3 -夢現-（武内樹）

2017年
- 劇場版 生徒会役員共（2017年 - 2021年、柳本ケンジ） - 2作品

2018年
- ミルキーパニック twelve（もん吉）

2024年
- クレヨンしんちゃん オラたちの恐竜日記
- 劇場版 イナズマイレブン 新たなる英雄たちの序章（瀬古田夢彦）

### OVA
2008年
- らき☆すたOVA（オリジナルなビジュアルとアニメーション）（白石みのる）※実写版らっきー☆ちゃんねるにも出演

2010年
- 変ゼミ（田口イエスタディ）
- 未来日記（高坂王子）

2011年
- 生徒会役員共（柳本ケンジ）
- 日常 『日常の0話』（阪本さん）
- 変ゼミ2（田口イエスタディ）

2012年
- 生徒会役員共（ボア）

2013年
- 生徒会役員共（柳本ケンジ）
- 未来日記リダイヤル（高坂王子）

2017年
- はじめてのギャル（小早川稔） - コミックス第5巻BD付き限定版

2019年
- 蒼穹のファフナー THE BEYOND（2019年 - 2021年、近藤剣司）

2023年
- 蒼穹のファフナー BEHIND THE LINE（近藤剣司）

### Webアニメ
- 涼宮ハルヒちゃんの憂鬱（2009年、谷口、キミドリさん、観客）
- にょろーん ちゅるやさん（2009年、谷口、審判、ねずみ）
- 神撃のバハムート（2014年、ダークエレメンタル）
- ULTRAMAN（2019年 - 2023年、白石[69]、科特隊員A、キャスター） - 3シリーズ[一覧 15]

### ゲーム
2001年
- Canvas 〜セピア色のモチーフ〜

2002年
- 機動戦士ガンダム戦記 Lost War Chronicles（アニッシュ・ロフマン）
- ビシバシスペシャル3（実況）

2003年
- D・N・ANGEL（冴原剛）

2004年
- 帝国千戦記（奴隷商人）
- テイルズ オブ リバース（ハック）

2005年
- おねがいナイショにしてね（蛇田）
- 機動戦士ガンダム0083カードビルダー（アニッシュ・ロフマン）
- 蒼穹のファフナー（近藤剣司）
- ガンダムバトルタクティクス（アニッシュ・ロフマン）
- テイルズ オブ ジ アビス（ハイマン）
- トップをねらえ! GunBuster
- ブルーフロウ（ジェリド＝ツァーリ）

2006年
- エースコンバット・ゼロ ザ・ベルカン・ウォー（ベルカ兵）
- ファイナルファンタジーXII（帝国兵）

2007年
- SDガンダム GGENERATION（2007年 - 2016年、アニッシュ・ロフマン） - 2作品
- 涼宮ハルヒの約束（谷口）
- スペクトラルジーン（カンパニュラ）
- らき☆すたの森（白石みのる）

2008年
- あさき、ゆめみし（風鬼、太夫）
- 涼宮ハルヒの戸惑（谷口）
- パラセ・ロルンペ 〜空舞魔導陣〜（キロ・アシヌ）
- らき☆すた 〜陵桜学園 桜藤祭〜（白石みのる）

2009年
- おおかみかくし（小笠原宗義）
- おねがいナイショにしてねSS（蛇田）
- STEINS;GATE（4℃）
- 蒼空のフロンティア（砕音・アントゥルース）
- 涼宮ハルヒの激動（警官）
- 涼宮ハルヒの直列（谷口）
- 涼宮ハルヒの並列（谷口）
- らき☆すた ネットアイドル・マイスター（白石みのる）
- RACE DRIVER:GRID（チームメイト）

2010年
- おねがいナイショにしてねKiss（蛇田力斗）
- こいけん! 第2期（鶴巻）
- プリンセスラバー!〜Eternal Love For My Lady〜（根津晴彦）
- 魔王様は女子高生!?（蛇田力斗）
- らき☆すた 〜陵桜学園 桜藤祭〜 Portable（白石みのる）

2011年
- STEINS;GATE 比翼恋理のだーりん（4℃）
- 涼宮ハルヒちゃんの麻雀（谷口、キミドリさん）
- 涼宮ハルヒの追想（谷口）
- 日常〈宇宙人〉（阪本さん）

2012年
- エルクローネのアトリエ 〜Dear for Otomate〜（フレン）
- 水平線まで何マイル? -ORIGINAL FLIGHT-（上村実）
- フォトカノ（中川行太）
- ボーダーブレイク ユニオン（ゼラ）
- 未来日記 13人目の日記所有者 RE:WRITE（高坂王子）

2013年
- 境界線上のホライゾン PORTABLE（御広敷・銀二）
- STEINS;GATE 線形拘束のフェノグラム（4℃）
- スーパーロボット大戦UX（近藤剣司）
- フォトカノ Kiss（中川行太）
- ファントムブレイカー：バトルグラウンド（黒沢）

2014年
- コアマスターズ（アニマリス）
- 超ヒロイン戦記（J〈ジェイ〉）
- モット! ソニコミ（江口炉美男）
- もっと姉、ちゃんとしようよっ! +PLUS（橘麒麟児）

2015年
- グランブルーファンタジー（2015年 - 2024年、ローアイン、ツチノコ / ノヅチ） - 3作品
- 百花繚乱エリクシル 〜Record Of Torenia Revival〜（フロスト・ベルガモット）
- メイQノ地下ニ死ス（ガンス）

2016年
- ゴッドオブハイスクール【神スク】（執行委員X）
- 文豪とアルケミスト（正岡子規）
- 雷子-紺碧の章-（沈尹戌）
- レコラヴ Blue Ocean / Gold Beach（中井一馬）

2017年
- 真・女神転生 DEEP STRANGE JOURNEY（マクリアリー）

2018年
- Summer Pockets（鳴瀬小鳩）

2019年
- クラッシュ・バンディクーレーシング ブッとびニトロ!（ピンストライプ）

2020年
- Summer Pockets REFLECTION BLUE（鳴瀬小鳩）

2022年
- ドラゴンクエストX オンライン（船乗りデーラ）

2023年
- プリンセスコネクト!Re:Dive（ヴォルガーノ）
- 六本木サディスティックナイト（トニー）
- Edge of Eternity（請願師）

2025年
- 機動戦士ガンダム U.C. ENGAGE（ネオ・ジオン兵士）

### ドラマCD
- 蒼き鋼のアルペジオ（2011年、橿原杏平[93]）
  - 第24巻ドラマCD付き特装版（2022年）[94]
- Summer Pockets アニメイト店舗特典CD 鳴瀬しろは編（2018年、鳴瀬小鳩）
- 蒼穹のファフナー ドラマCD（近藤剣司）
  - 1 STAND BY ME
  - 2 GONE/ARRIVE
- 涼宮ハルヒの憂鬱 ドラマCD サウンドアラウンド（谷口）
- GUNSLINGER GIRL SONORO『壁の向こう、世界の果て』（アレッサンドロ）
- D・N・ANGEL「Cute」、「Sweet」（冴原剛）
- decade 〜Yukiru Sugisaki 10th Anniversary〜（冴原剛、クレイ・クリフ・フォートラン）
- 想い出色の輪舞（君塚正也）[注 1]
- 惑星のさみだれ ドラマCD（東雲三日月）
- メタルスレイダーグローリー（ゲン・ランクル）
- らき☆すた ドラマCD（ドラマがコンプリートなディスク）（白石みのる）
- 鳥籠学級（鳥待四郎）
- ブロッケンブラッド ドラマCD（映画監督）
- ね語男子 ね語男子 其の五
- 魔法学園エウレキア 〜風紀部に咲く、白乙女〜（カロル・ジェイト）
- 変女 〜変な女子高生 甘栗千子〜（星夏輝）※コミックス第7巻ドラマCD付属限定版

### 吹き替え

#### ドラマ
- プロビデンス（2002年、カルロス）
- シリコンバレー（2014年、アーリック・バックマン〈T・J・ミラー〉）
- クリミナル・マインド FBI行動分析課（2016年、バリー）

#### アニメ
- この恋で鼻血を止めて（2025年、チャン天才[59]）

### オーディオブック
- 銀河英雄伝説外伝 ユリアンのイゼルローン日記（ブッシュ先生、誘拐犯、某議員）
- 銀河英雄伝説外伝 ダゴン星域会戦記（オルトリッチ）
- 365日、絶好調で超ハッピーになれる言葉（ナレーター）
- FeBe版 半沢直樹シリーズ（半沢直樹）※以下、配信順
  - ロスジェネの逆襲
  - オレたちバブル入行組
  - オレたち花のバブル組

### ラジオ
※はインターネット配信。
- らっきー☆ちゃんねる（2007年、ラジオ関西・ランティスウェブラジオ※）
- らっきー☆ちゃんねる-陵桜学園放課後の机-（2007年、ラジオ関西・ランティスウェブラジオ※）
- 新らっきー☆ちゃんねる（2008年、ラジオ関西・ランティスウェブラジオ※）
- 元祖らっきー☆ちゃんねる（2008年、ラジオ関西・ランティスウェブラジオ※）
- SMGTV -白石稔の元気になるテレビ-（2008年、音泉※）
- 決定的瞬間コレクション（NHK デジタルラジオ）
- 「喰霊-零-」超自然災害ラジオ対策室（2008年 - 2009年、ランティスウェブラジオ※）
- 空上げラジオ（空を見上げる少女の瞳に映る世界のラジオ）（2009年、ランティスウェブラジオ※）
- アーヴァル情報局　成瀬・白石のすまいるらじお（2009年 - 2010年、音泉※）
- ラジオ「キディ・ガーランド」GTO喫茶室「タッチ&ゴー!」（2009年 - 2010年、ランティスウェブラジオ※）
- タラレバニラMk2（2010年、Galge.com ヴォイスオブトレビアンLove内※）
- プリまじレィディオ（2010年、ぺんしる公式サイト※）
- 白石稔のガチ無知ラジオ（2010年、ランティスウェブラジオ※）
- アニメ『生徒会役員共』が全部わかるラジオ、略して全ラ!（2010年、アニメイトTV※）
- 日常のラヂオ（2011年、ランティスウェブラジオ※）
- 変ラボ（2011年、アニメイトTV※）
- 茉莉也と寿子のフォトカノ撮れたてポートレート（2011年 - 2013年、音泉※）
- アニメ『生徒会役員共』が全部わかるラジオMaxPower、略して全ラ!まっぱ!!（2012年、アニメイトTV※）
- アニメ『生徒会役員共*』が全部わかるラジオ Super Positive Nippon 略して全ラ!すっぽんぽん!!（2014年、アニメイトTV※）
- バディコン・カップリングRADIO（2014年、funラジオ※）[95]
- 「蒼穹のファフナー EXODUS」公開WEBラジオ収録生中継（2014年、ニコニコ生放送※）
- WEBラジオ「蒼穹のファフナー EXODUS」（2015年、ニコニコ生放送※）
- 劇場版『生徒会役員共』が全部わかるラジオ Movie promotion danger sign略して全ラ!もろだし!!（2017年、アニメイトタイムズ※）
- Summer Pockets Radio〜鳴瀬家の食卓〜（2020年 - 、音泉※）[96]

### CM
- 涼宮ハルヒちゃんの憂鬱&にょろーん☆ちゅるやさんDVD
- バンダイナムコゲームス『THE IDOLM@STER 2』（PS3）#3『今日からプロデューサー！編』

### ボイスオーバー
- めちゃ×2イケてるッ!（フジテレビ制作・FNS系列）
  - 「人生がスベる1分間の寒イイ話」回想シーンでの加藤浩次役

### テレビ番組
※はインターネット配信。
- ザ☆ネットスター!（2009年4月 - 2010年2月、NHK BS2）
- あみなとニコニコ。（2011年3月24日 - 2013年3月29日、バンブーちゃんねる内ニコニコ動画）
- Lantisの!アニソンTuesday!!（2011年10月11日 - 2013年3月、バンダイナムコライブTV）メインMC
- 白石稔のアキバなう!（2012年1月26日 - 4月20日、バンブーちゃんねる内ニコニコ生放送※）
- WSB 〜ワールド シークレット ベース〜（2018年3月10日 - 2021年8月21日、AT-X） - ナレーター（ボス）
- とにかくゆるく過ごしたい!（2021年11月15日 - 2025年1月13日、AT-X）

### テレビドラマ
- 女子大生会計士の事件簿 第7話（2008年11月19日、BS-i）角川書店・社員役 ※DVD-BOX特典CDのオーディオドラマにも出演

### 演劇
- ノスタルジック・カフェ〜1971年・あの時君は〜（2005年7月、早稲田大学の学生役）
  - 声優を中心とする演劇集団「Players」の初公演である[注 2]。
- 「燕のいる駅」 （2006年3月）
- 「正義はいつも我にあり」（2007年4月）
  - 上記2つは共に演劇集団「東京桜組」の公演である。
- FREEMAN第一回旗揚げ解散公演「エムズスタイル」（2008年8月、エムズバーガーの敏腕店長役）
- 神々のいたずらPRESENTS 「敏腕組！」(上記「エムズスタイル」の設定を引き継ぎ、敏腕店長役)
- 劇団東京都鈴木区 第2回公演「The 時給探偵〜17時までの名探偵〜」（2010年1月、謎の男役）
- Lit Klatch リーディングシアター03「リカバリ-Recovery-」（2010年12月4日・5日、Studio Cube326 ARC）
- 蒼穹のファフナー FACT AND RECOLLECTION（2010年12月18日、近藤剣司役）
- アフリカ座 1月公演 「かぶとむし」（2013年1月11日 - 15日、佐和田健二役）※石井真とのWキャスト
- カラフル企画Vol.4「めぐりあうとき」（2013年9月18日 - 22日、笹塚ファクトリー、愛川ゴース役）

### その他コンテンツ
- 空京放送局特別ボイスドラマfeat 白石稔「英霊の都」「メイドクラブ『アームルート』」「悪魔との旅立ち」（2010年 - 2011年、玄奘、山葉涼司）

## ディスコグラフィ

### ミニアルバム
|     | 発売日       | タイトル           | 規格品番   |
| --- | ------------ | ------------------ | ---------- |
| 1st | 2011年2月9日 | 出しちゃいました。 | LACA-15093 |

### キャラクターソング
| 発売日   | 商品名                                                                                            | 歌 | 楽曲 | 備考                                               |
| 2007年   | 2007年                                                                                            | 2007年 | 2007年 | 2007年                                             |
| -------- | ------------------------------------------------------------------------------------------------- | --- | --- | -------------------------------------------------- |
| 7月25日  | 曖昧ネットだーりん                                                                                | 小神あきら（今野宏美）、白石みのる（白石稔）                                                                 | 「曖昧ネットだーりん」 | ラジオ『らっきー☆ちゃんねる』オープニングテーマ    |
| 7月25日  | 曖昧ネットだーりん                                                                                | 小神あきら（今野宏美）、白石みのる（白石稔）                                                                 | 「こねらぶ☆みっしょん」 | ラジオ『らっきー☆ちゃんねる』エンディングテーマ    |
| 8月8日   | もってけ!セーラーふくRe-Mix001〜7 burning Remixers〜                                              | 泉こなた（平野綾）、柊かがみ（加藤英美里）、柊つかさ（福原香織）、高良みゆき（遠藤綾）、白石みのる（白石稔） | 「もってけ！セーラーふく【祭みっくす！】」 | テレビアニメ『らき☆すた』関連曲                    |
| 10月10日 | 白石みのるの男のララバイ                                                                          | 白石みのる（白石稔）                                                                                         | 「俺の忘れ物」 「ハレ晴レユカイ」 「恋のミノル伝説」 「もってけ！セーラーふく（曖昧サンシャインver.）」 「かおりんのテーマ」 「男の生き様」 「お婿ルンバ」 「シカイダーの唄」 「白石メドレー」 「ミクル変身！そして戦闘！」 「愛はブーメラン」 | テレビアニメ『らき☆すた』エンディングテーマ        |
| 10月10日 | 白石みのるの男のララバイ                                                                          | 白石みのる（白石稔）                                                                                         | 「俺の忘れ物 -完全版-」 「かおりんのテーマ -完全版-」 「恋のミノル伝説 -完全版-」 「我が愛しのサンタモニカ -スタジオ録音版-」 「恋したっていいじゃない -スタジオ録音版-」 「お婿ルンバ -スタジオ録音版-」 「男の生き様 -スタジオ録音版-」      | テレビアニメ『らき☆すた』関連曲                    |
| 10月10日 | 白石みのるの男のララバイ                                                                          | 白石みのる（白石稔）                                                                                         | 「シカイダーの唄 -完全版-」 | ラジオ『白石稔のガチ無知ラジオ』オープニングテーマ |
| 11月21日 | らき☆すた キャラクターソング Vol.012 ななことゆい                                                 | 黒井ななこ（前田このみ）、成実ゆい（西原さおり） / 語り：白石稔                                              | 「結婚なんてさパッパヤー」 | テレビアニメ『らき☆すた』関連曲                    |
| 12月2日  | らき☆すたRe-Mix002〜『ラキスタノキワミ、アッー』【してやんよ】〜                                  | 泉こなた（平野綾）、柊かがみ（加藤英美里）、柊つかさ（福原香織）、高良みゆき（遠藤綾）、白石みのる（白石稔） | 「もってけ！セーラーふく EX.Motte[k]remix」 「もってけ！セーラーふく Bak-Bak-Bakoon!! mix」 | テレビアニメ『らき☆すた』関連曲                    |
| 12月2日  | らき☆すたRe-Mix002〜『ラキスタノキワミ、アッー』【してやんよ】〜                                  | らき☆すたのみんな                                                                                            | 「組曲「らき☆すた動画」」 | テレビアニメ『らき☆すた』関連曲                    |
| 2008年   |                                                                                                   | | |                                                    |
| 10月8日  | 愛をとりもどせ!!                                                                                  | 有頂天 | 「愛をとりもどせ!!」 「ユリア…永遠に」 「曖昧ネットだーりん〜有頂天MIX〜」 | OVA『らき☆すたOVA』関連曲                          |
| 10月22日 | らき☆すた ミュージックフェア                                                                      | 有頂天 | 「有頂天がとまらない」 「有頂天in da House 〜Say That Hip Hop Shit!〜」 | テレビアニメ『らき☆すた』関連曲                    |
| 10月22日 | らき☆すた ミュージックフェア                                                                      | 白石みのる（白石稔）                                                                                         | 「えみりんのテーマ」 「蛇と蛙」 「みんなと一緒」 | テレビアニメ『らき☆すた』関連曲                    |
| 2009年   |                                                                                                   | | |                                                    |
| 3月25日  | 喰霊-零- キャラクターソング Vol.3 桜庭一騎&飯綱紀之                                               | 桜庭一騎（白石稔）、飯綱紀之（高橋伸也）                                                                     | 「Death comes」 「Standard game」 | テレビアニメ『喰霊-零-』関連曲                     |
| 12月9日  | 涼宮ハルヒの憂鬱 新キャラクターソング Vol.7 谷口                                                  | 谷口（白石稔）                                                                                               | 「人生の主役コール！」 「友達としてはソレが」 | テレビアニメ『涼宮ハルヒの憂鬱』関連曲             |
| 2010年   |                                                                                                   | | |                                                    |
| 2月24日  | キディ・ガーランド キャラクターソング Vol.4 アリサ&ベル&ミ・ヌゥルーズ                            | アリサ（相沢舞）、ベル（堀川千華）、ミ・ヌゥルーズ（白石稔）                                                 | 「幸せカレンダー」 「未完成なシナリオ」 | テレビアニメ『キディ・ガーランド』関連曲           |
| 2011年   |                                                                                                   | | |                                                    |
| 7月6日   | 日常 キャラクターソング その1 日常のキャラクターソング その3 阪本さんのニャーというとでも思ったか | 阪本さん（白石稔）                                                                                           | 「阪本さんのニャーというとでも思ったか」 「阪本さんのねこじぇらしー」 | テレビアニメ『日常』関連曲                         |
| 2012年   |                                                                                                   | | |                                                    |
| 2月29日  | 未来日記インスパイアードアルバム Vol.2 〜因果律デシベル〜                                         | 高坂王子（白石稔）                                                                                           | 「俺！今？最高に!!!（高坂王子のテーマ）」 | テレビアニメ『未来日記』関連曲                     |
| 2017年   |                                                                                                   | | |                                                    |
| 5月24日  | カフェdeパーリナイ ダンチョのお悩み俺らがまるっと秒で解決編SP 〜GRANBLUE FANTASY〜                | ローアイン（白石稔）、エルセム（石井マーク）、トモイ（榎木淳弥）                                             | 「カフェdeパーリナイ ダンチョのお悩み俺らがまるっと秒で解決編SP」 | ゲーム『グランブルーファンタジー』関連曲           |

### その他参加楽曲
| 発売日         | 商品名                              | 歌     | 楽曲 | 備考                                 |
| -------------- | ----------------------------------- | ------ | --- | ------------------------------------ |
| 2010年4月14日  | 新・百歌声爛 -男性声優編-           | 白石稔 | 「悪魔くん」 「夢のヒーロー」 「LOVEサバイバー」 「Angel Night〜天使のいる場所〜」 「TAKE ME HIGHER」 「DON'T LOOK BACK」 「Winners」 「「セクシー・アドベンチャー」 「NIGHT OF SUMMER SIDE」 「SKIES OF LOVE」 |                                      |
| 2011年12月31日 | 六軒島夜会                          | 白石稔 | 「バトラフィールド～これが戦人4段活用～」 | 『うみねこのなく頃に』同人イメージ曲 |
| 2014年11月26日 | #俺的ボカロ曲ロックカバー祭り Vol.2 | 白石稔 | 「一触即発☆禅ガール」 |                                      |

### 楽曲提供
- 水上麻衣（富樫美鈴）- 麻衣ペース（作詞・作曲）